# Transportvergelijking
De transportvergelijking is een elementaire eerstegraads partiële differentiaalvergelijking die de verplaatsing van een stof in de tijd beschrijft. Stel dat een vloeistof, bijvoorbeeld water, met constante snelheid {\displaystyle c} door een horizontale buis stroomt. Stel dat een andere vloeistof, bijvoorbeeld melk, in het water wordt verspreid. Als {\displaystyle u(x,t)} de concentratie melk in het water is op plaats {\displaystyle x} en tijd {\displaystyle t}, dan geldt de zogenaamde transportvergelijking :
{\displaystyle {\frac {\partial U(x,t)}{\partial t}}+c{\frac {\partial U(x,t)}{\partial x}}=0}
De oplossing van deze vergelijking is:
{\displaystyle u(x,t)=F(x-ct)},
waarin {\displaystyle F} een willekeurige functie is die de aanvangsconcentratie beschrijft. De concentratie hangt na het aanvangstijdstip {\displaystyle t=x/c} af van {\displaystyle x-ct}.